# Episodi di Soko 5113 (quarantaduesima stagione)
La quarantaduesima stagione della serie televisiva Soko 5113 è stata trasmessa in anteprima in Germania dalla ZDF tra il 3 ottobre 2016 e il 10 aprile 2017.
| nº | Titolo originale              | Titolo italiano | Prima TV Germania | Prima TV Italia |
| -- | ----------------------------- | --------------- | ----------------- | --------------- |
| 1  | Ausweglos                     |                 | 3 ottobre 2016    |                 |
| 2  | Der verlorene Sohn            |                 | 10 ottobre 2016   |                 |
| 3  | Targets                       |                 | 17 ottobre 2016   |                 |
| 4  | Sternschnuppen                |                 | 24 ottobre 2016   |                 |
| 5  | Das Halstuch                  |                 | 7 novembre 2016   |                 |
| 6  | Katharinas Albtraum           |                 | 14 novembre 2016  |                 |
| 7  | Die rote Bank                 |                 | 21 novembre 2016  |                 |
| 8  | Abgezockt                     |                 | 28 novembre 2016  |                 |
| 9  | In the Ghetto                 |                 | 5 dicembre 2016   |                 |
| 10 | Wutbürger                     |                 | 12 dicembre 2016  |                 |
| 11 | Zombie                        |                 | 19 dicembre 2016  |                 |
| 12 | Dropouts                      |                 | 2 gennaio 2017    |                 |
| 13 | Kaninchenmord                 |                 | 9 gennaio 2017    |                 |
| 14 | Die letzte Fahrt              |                 | 16 gennaio 2017   |                 |
| 15 | Tremolo                       |                 | 23 gennaio 2017   |                 |
| 16 | Sieg in den Genen             |                 | 30 gennaio 2017   |                 |
| 17 | Handgeld                      |                 | 6 febbraio 2017   |                 |
| 18 | Querschnitt                   |                 | 13 febbraio 2017  |                 |
| 19 | Nachtschicht                  |                 | 20 febbraio 2017  |                 |
| 20 | Der Mann im Baum              |                 | 27 febbraio 2017  |                 |
| 21 | Altweibersommer               |                 | 6 marzo 2017      |                 |
| 22 | Tod im Biergarten             |                 | 13 marzo 2017     |                 |
| 23 | Gutes Karma, schlechtes Karma |                 | 20 marzo 2017     |                 |
| 24 | Perle im Staub                |                 | 27 marzo 2017     |                 |
| 25 | Panik-Hotel                   |                 | 3 aprile 2017     |                 |
| 26 | Mädchenträume                 |                 | 10 aprile 2017    |                 |